# Ferrovie del Gargano
Ferrovie del Gargano (abbreviato FdG o più raramente FG), fino al 1959 chiamata Ferrovie e Tramvie del Mezzogiorno è una società a responsabilità limitata italiana che opera sia nel settore del trasporto ferroviario sia in quello del trasporto pubblico locale.

## Storia
In origine, la società gestiva esclusivamente la ferrovia San Severo-Peschici, rilevata nel 1962 dal precedente concessionario, la Società Ferrovie e Tramvie del Mezzogiorno. Dal 14 luglio 2009 gestisce la linea Foggia-Lucera, già delle Ferrovie dello Stato. Dal 12 dicembre 2011 le FG effettuano anche dei servizi sulla linea San Severo-Foggia gestita da RFI.
Nel 2019, il Piano regionale dei Trasporti ha tagliato completamente le corse serali dei treni, sostituendole con un numeri limitato di tratte di autolinea. Il 14 febbraio 2020 è stato effettuato il primo collegamento diretto da Foggia alla stazione di Bari Centrale, con un tempo di percorrenza di due ore.

## Settori di attività
Le FdG, la più importante società di trasporto pubblico della Capitanata, operano come gestore dell'infrastruttura e come impresa ferroviaria sulle linee ferroviarie San Severo–Peschici e Foggia–Lucera e, solo come impresa ferroviaria, opera anche su alcuni servizi sulla linea Adriatica unicamente nel tratto San Severo-Foggia, di competenza del gestore dell'infrastruttura statale Rete Ferroviaria Italiana nell'ambito del contratto di servizio stipulato con la Regione Puglia.
Le Ferrovie del Gargano hanno inoltre sviluppato negli anni una fitta rete di collegamenti urbani e interurbani su gomma, anche a livello nazionale, con servizi dai centri del promontorio garganico verso le principali città italiane. La divisione trasporti su gomma fa parte del consorzio Cotrap (Consorzio Trasporti Aziende Pugliesi).

## Materiale rotabile
Negli ultimi anni la società ha sostenuto fortemente il rinnovo del parco rotabile, acquistando elettrotreni FLIRT di produzione svizzera (già ampiamente in uso presso numerose ferrovie regionali) e rinnovando le elettromotrici più datate.
Per lo svolgimento dei servizi ferroviari di competenza vengono utilizzati attualmente circa 40 elettromotrici, di cui la maggior parte a composizione bloccata. Completano il parco alcune locomotive, sia elettrica che diesel, desitnate alle manovre, al recupero di mezzi guasti o al servizio di treni cantiere.
Il parco rotabile attualmente comprende:
| Unità                      | Tipo                  | Anno di acquisizione | Costruttore | Note                                                          |
| -------------------------- | --------------------- | -------------------- | ----------- | ------------------------------------------------------------- |
| L.80                       | Locomotive elettriche | 1989                 |             | ricostruzione di locomotive del 1931                          |
| V 100                      | Locomotiva Diesel     | 1962                 |             | Ex DB V 100 e ÖBB 2048                                        |
| Elettromotrici             | E.52                  | 1934                 |             | Elettromotrice storica                                        |
| Elettromotrici             | E.106-E.108           | 1957                 | Stanga-Tibb | Acquisite dalla Ferrovia Centrale Umbra, 107 radiata nel 2011 |
| Elettromotrici             | ALe 80 01-06          | 1981                 | Stanga-Tibb |                                                               |
| Elettromotrice+rimorchiate | E.200 001-003         | 2006-2007            | Stanga-Tibb | Elettromotrici binate, ricostruzione dell E.100 del 1957      |
| Elettrotreni               | ETR 330 001-004       | 2008-2010            | Stadler     | Tipo Flirt                                                    |
| Elettrotreni               | ETR 330 101-103       | 2013                 | Stadler     | Tipo Flirt                                                    |
| Elettrotreni               | ETR 103               | 2024                 | Alstom      |                                                               |